# Дионисий Закинфский
Дионисий Закинфский, или Дионисий Новый (греч. Διονύσιος Ζακύνθου; в миру Сигур Драганиг (Граденич); 1547, остров Закинф, — 1622, монастырь Панагии Анафонитрии) — православный святой, святитель, архиепископ Эгинский (1577—1578).
В Греческой православной церкви память празднуется 24 августа — перенесение мощей и 17 декабря — преставление.

## Жизнеописание
Сигур Драганиг (Граденич) родился в 1547 году в семье Мокия и Павлины Сигур на острове Закинф в Ионическом море.
Его отец происходил из аристократического нормандского рода, предки которого переселились из Нормандии (Франция) в Италию, затем на остров Закинф (Закинтос).
Они стали землевладельцами на юго-западе острова и в большинстве приняли Православие.
Его мать принадлежала к знатному венецианскому роду Вальви.
Предание сообщает, что его крёстным отцом был преподобный Герасим Кефалонийский.
Кроме Драганига в семье родились сын Константин и дочь Сигура.
Среди односельчан их семейство славилось милосердием и благочестием.
Первоначальное образование Драганиг получил у учёного Николая Керофиласа.
Также брал уроки у греческих и итальянских учителей.
Знал древнегреческий, латинский и итальянский языки.
Изучал Священное Писание и творения отцов Церкви.
Из его позднейшей переписки известно, что он занимался толкованием произведений святителя Григория Богослова.
В 21 год он передал всё своё имущество младшему брату и сестре.
Возможно, это было связано с потерей его родителей.
После этого удалился в Строфадский монастырь, расположенный на одном из Строфадийских островов в 37 милях от Закинфа.
Ещё до принятия пострига стал известен как усердный молитвенник, постник и умудрённый богослов.
В 1568 году принял монашество с именем Даниил.
К нему потянулись люди на исповедь, за советами.
По праву общественного патроната 19 ноября 1568 года принял руководство монастырём Богородицы Анафонитрии на Закинфе.
Через год был рукоположён в диакона.
Видя его известность как духовника, епископ Кефалинийский и Закинфский Филофей Ловердос в 1570 году рукоположил его в сан иерея.
Вскоре стал игуменом закинфского монастыря Панагии Анафонитрии.
Здесь он прекрасно наладил быт обители и её духовную жизнь.
В 1576 году игумен Даниил отправился в паломничество на Святую Землю.
Но в Афинах во время визита к архиепископу Афинскому Никанору принял от него настоятельное предложение стать епископом и занять кафедру острова Эгина.
Патриарх Константинопольский Иеремия поддержал это предложение.
Даниил в возрасте 29 лет стал епископом Эгины, Идры и Пароса.
Его рукоположили с именем Дионисий в честь покровителя Афин священномученика Дионисия Ареопагита в храме святого Элефтерия в Афинах.
В 1577 году стал архиепископом.
Духовенство и народ полюбили своего пастыря за аскетизм, простоту и беззаветное служение.
Он щедро помогал неимущим, сиротам и вдовам, при необходимости заступался за них.
Политики, торговцы, судовладельцы, причет церковный искали его советов.
Его проповеди были простыми и богодухновенными, проникали в самую душу.
Поэтому на Эгину стекались паломники со всего юга Греции, чтобы услышать их.
Здесь у святителя Дионисия появился дар прозорливости и предвидения.
Спустя два года после архиерейской хиротонии, он отказался от епископства, чтобы усиливающиеся похвалы в его адрес не привели к гордыне.
Возможно, он хотел удалиться от мира.
В 1579 году с разрешения патриарха Константинопольского Иеремии II возвратился в монастырь Панагии Анафонитрии в качестве игумена.
В 1581 через два года после возвращения на Закинф Дионисий становится викарным епископом острова.
Он отказался от платы за требы и совершения таинств, стал отвергать дары и пожертвования.
За это был оклеветан в умышленной растрате казны.
Святитель активно участвовал в церковной жизни, обучая и рукополагая клириков.
Поэтому они перестали ездить для рукоположения на Кефалинию.
Епископ Кефалинийский и Закинфский отправил в Венецию, к которой принадлежал остров Закинф, жалобу на Дионисия, что он вмешивается в его дела.
В 1581 году правитель Венеции Николай Дапонте (дож Никола Дапон) издал указ, запрещающий святителю всякую деятельность на территории, относящейся к юрисдикции епископа Кефалинийского и Закинфского.
Дионисий становится настоятелем сельского храма святителя Николая Чудотворца.
После смерти епископа Кефалинийского он стал одним из кандидатов на эту кафедру.
Но был избран 25-летний Неофит Колокифас.
Дионисий стал игуменом монастыря Богородицы Анафонитрии (Панагии Анафонитрии).
В результате вражды между семьями Сигуров и Мондинов был убит брат Дионисия.
Его убийца, спасаясь от властей, бежал в монастырь.
Он не знал, что игумен обители — брат убитого им Константина Сигура.
Дионисий принял его, призвал покаяться, скрыл от преследователей, переправил на Пелопоннес.
Впоследствии убийца раскаялся и также стал монахом.
Более 40 лет святой заботился о своей пастве острова Закинф так же как прежде поступал на острове Эгина.
В 75-летнем возрасте Дионисий почувствовал приближение смерти.
Он завещал похоронить себя в храме святого великомученика Георгия на островах Строфадес, где был рукоположён в священники.
Умер 17 декабря 1622 года.

## Прославление
По греческой традиции погребения через три года после похорон гроб был вскрыт для завершения обряда.
В нём обнаружили нетленные мощи, издающие благоухание.
Нетронутое тлением тело было помещено в храме в вертикальную раку из дерева и стекла на почётное епископское место.
У раки святого совершалось множество чудес по молитвам к нему.
В 1703 году монахи и община острова Закинф отправили в Константинополь прошение о причислении Дионисия к лику святых.
Патриархом Константинопольским Гавриилом III был издан синодальный указ, в котором описывалось житие святого и устанавливался день его памяти.
Георгий Сипандр составил житие святителя Дионисия и службу ему.
Святитель Макарий Нотара, епископ Коринфский, включил их в свой сборник «Новый Лимонарий».
В греческих синаксарях святитель назван также Дионисий Новый.
Община Закинфа провозгласила его покровителем острова.

## Святые мощи
В 1716 году во время венецианско-турецкой войны командующий турецким флотом угрожал Закинфу и островам Строфадес разрушениями.
Братия Строфадского монастыря спрятала мощи святого и другие святыни в пещере.
Турецкий флот потерпел поражение и отступил, но вскоре несколько кораблей вернулись и разграбили обитель.
Монахи отрезали путь флибустьерам к раке, чтобы сохранить святыню, но были зверски убиты и сожжены.
Бывшие среди моряков христиане отрубили руки от мощей святого, разделили их на 4 части и хотели увезти с собой.
Командир эскадры отобрал у них части мощей и продал архиепископу острова Хиос.
Впоследствии эти части были возвращены в Строфадский монастырь.
24 августа 1717 года состоялось торжественное перенесение святых мощей в Каллитерское подворье в пригороде Закинтоса, чтобы впредь укрыть их от подобных набегов.
Несколькими годами позже мощи были перенесены в построенный во имя святого храм в южной части города в области Аммос, вскоре обращённый в монастырь.
В 1893 году все постройки были разрушены землетрясением.
Святые мощи были перенесены во временную часовню.
Между 1925 и 1948 годами в честь святого Дионисия был воздвигнут новый сейсмостойкий храм.
в 1956 году был возрождён монастырь, получивший название Строфадийско-Дионисиевского.
Мощи святого находятся в этой обители в Георгиевской часовне в изготовленной для них в 1829 году серебряной раке.
Левая рука святого чудотворца хранилась в монастыре Пантократор на острове Андрос.
Правая рука хранится в монастыре Симонопетра на Афоне.
Так же часть святых мощей хранится в церкви святого Иоанна Предтечи Турецкой православной церкви в Стамбуле.
Палец святого находится в церкви святой Ирины на улице Эолу в Афинах.

## Чудеса
Святой Дионисий почитается большим чудотворцем.
Паломники притекают к святителю с просьбами об исцелении и даровании потомства.
Временами его раку не могут открыть.
Потом, когда это становится возможным, обнаруживается, что тапочки на его ногах стёрты и запачканы.
Возле обуви можно заметить частицы почвы и песок.
Поэтому их периодически меняют на новые.
За это чудо святого называют «ходящим святым», который продолжает ходить по острову и всему миру совершая чудеса.
У серебряной раки с мощами святителя можно увидеть необычные подношения благодарных христиан — украшенные самодельные тапочки.
Согласно преданию, одна бездетная семья наконец-то обрела сына.
Будущая мать увидела во сне святителя Дионисия.
Он обещал ей рождение ребёнка.
Родители дали обет окрестить ребёнка на острове Закинф.
Мальчик родился крепким и здоровым.
В пятимесячном возрасте родители взяли его на корабль, чтобы отвезти на остров в храм и там окрестить.
К их огромному горю, малыш не выдержал пути и умер на корабле.
Отчаянию родителей не было предела.
Однако они завершили свой путь и положили дитя на пол храма у раки святого.
И тут раздался детский плач — мальчик воскрес.
Радостные родители тут же совершили таинство крещения.
После этого они всю жизнь ежегодно посещали остров в день памяти святителя Дионисия, принося ему самые горячие молитвы и сердечную благодарность.
Однажды рыбаки попали в сильный шторм на маленькой лодке.
Им явился святитель и успокоил волны.
Рыбаки для исполнения данного ими обета приложиться к святым мощам прибыли в храм.
Но открыть раку было некому.
Чудесным образом крышка откинулась сама.
Как только рыбаки приложились к святым мощам, рака тут же закрылась.
11 сентября 2001 года в Нью-Йорке во время теракта был разрушен греческий Георгиевский храм.
В нём остались лишь две невредимые вещи: Распятие и бумажная икона святого Дионисия.